# Герб Фолклендських Островів
Герб Фолклендських Островів офіційно був прийнятий 29 вересня 1948 року.
Герб являє собою щит синього кольору з зображеним на ньому вітрильником «Desire» («Бажання») на морських хвилях (синьо-білі хвилясті лінії), на якому англійський морський капітан, Джон Девіс відкрив Фолклендські острови 1592 року.
Девіз «Desire the Right» також відсилає нас до назви корабля.
У верхній частині щита розміщений баран, до недавнього часу вівчарство було головною господарською діяльністю на островах. Трава на гербі відображає найпоширенішу рослинність островів. У XIX столітті вівчарство не було основною статтею доходу в бюджеті островів. Основу господарства становла велика рогата худоба, тому до 1925 року на гербі зображувався бик замість барана.

## Історія
|  | Знак сил оборони Фолклендських островів | - |  | Печатка Фолклендських островів 1876—1925 рр. |